# Orkanen Harvey
Orkanen Harvey var en orkan, der ramte den amerikanske delstat Texas sidst på dagen fredag 25. august 2017, lokal tid (lørdag, dansk tid).
Orkanen startede omkring Barbados en uges tid før den ramte Texas. I begyndelsen var det en tropisk storm, men efterhånden flyttede den sig mod vest og nordvest, men da den nåede den Mexicanske Golf fik den mere energi pga. havvandets temperatur, der var højere, end det farvand, stormen hidtil havde passeret. Derved blev det til en orkan.
Før orkanens ankomst var flere tusinde mennesker langs kysten blevet evakueret, i nogle amter blev der indført obligatorisk evakuering. Olieindutrien evakuerede desuden sine ansatte fra platformene i den Mexicanske Golf. I Texas blev delstatens nationalgarde indkaldt.
Harvey ramte land i Rockport nord for Corpus Christi i den sydlige del af Texas. Der frygtes stormfloder på op til fire meters højde og at områder kan blive ubeboelige i uge- eller månedsvis. Der er ifølge CNN ikke kommet tilsvarende advarsler siden Orkanen Katrina 12 år tidligere. Ved landgangen havde orkanen en vindstyrke på op til 215 km/t (ca. 59 m/s), hvilket svarer til kategori fire på Saffir-Simpson-skalaen, som går til fem. Efterfølgende er orkanen blevet nedgraderet til en kategori 1-orkan.  I den efterfølgende uge frygtes der at falde op til en meter regn visse steder i Texas.
Der havde ikke været en orkan i Texas med højere vindhastigheder siden 1961 og den overgik Orkanen Katrina fra 2005 i vindstyrke, men denne var overordnet større og forårsagede større oversvømmelser pga. det område den ramte (New Orleans). USA's præsident har på opfordring fra Texas' guvernør Greg Abbott underskrevet en nødbekendtgørelse, der erklærer orkanen for en "føderal katastrofe", hvilket sikrer maksimal føderal hjælp til Texas.
Orkanen fik benzinpriserne til at stige op til orkanens landgang, da det forventedes, at olieproduktionen i den Mexicanske Golf ville blive indstillet og der blev advaret om, at der kunne dukke alligatorer op, da de søger mod højereliggende områder. Op til orkanens landgang havde folk i både Texas og nabodelstaten Louisiana barrikaderet sig, og en evakuering var undervejs.
Pr. 26. august om aftenen havde orkanen kostet to mennesker livet. Dene ene blev fundet død efter en brand i et hus i Rockport, men en anden er fundet død i Houston 30 meter fra sin bil. Pr. 27. august er der meldt om 14 tilskadekomne.